# Лайза Клейпас
Лайза Клейпас (на английски: Lisa Kleypas) е американска сценаристка и писателка на бестселъри в жанра исторически и съвременен любовен роман.

## Биография и творчество
Лайза Клейпас Елис е родена на 5 ноември 1964 г. в Темпъл, Тексас, САЩ, в семейството на Лойд (архитект) и Линда (домакиня) Клейпас. Когато е на една година, семейството се мести в Конкорд, Масачузетс, сред красива колониална природа и героична история. Тя страстно обича да чете. Пише първият си любовен романна 16 години през ваканцията. Този неин първи скромен опит среща подкрепата на родителите ѝ, които я насочват да се запознае с писателската общност.
След гимназията изучава политически науки в колежа „Уелсли“ в Уелсли, Масачузетс, който завършва през 1987 г. с магистърска степен. През 1985 г., въпреки ниския си ръст, тя печели конкурса за красота „Мис Масачузетс“ и се състезава в конкурса „Мис Америка“ в Атлантик Сити. На него представя собствена песен, за което получава специална награда. Участието ѝ в конкурсите се отразява впоследствие в нейните произведения.
Лайза Клейпас пише първите си любовни романи по време на лятната ваканция в колежа. И на 21-годишна възраст, Клейпас продава първия си романс „Where Passion Leads“ от серията „Бъркли-Фолкнър“, който е публикуван през 1987 г.
Омъжва се за бизнесмена Грегъри Елис. В продължение на много години става рано, за да пише и да отглежда децата си, а когато те отрастват, наема офис в историческа сграда. През 1998 г. къщата им е унищожена от упостошително наводнение и тя губи всичкия си багаж.
Лайза Клейпас пише предимно кратки поредици от исторически любовни романи, но през 2006 г. започва да пише и успешни съвременни любовни романи. Произведенията ѝ са били неколкократно номинирани за наградата „РИТА“, като през 2004 г. е удостоена с наградата за романса „На всяка цена“. Те често фигурират в списъците на бестселърите на „Ню Йорк Таймс“. Преведени са на 14 езика и са издадени в милиони екземпляри по целия свят.
През 2012 г. по романа ѝ „Christmas Eve at Friday Harbor“ е направен успешния телевизионен филм „Christmas with Holly“ с участието на Маурели Остин, Адам Болдуин, Наоми Блакхол.
Лайза Клейпас живее със съпруга си в Белингам, щата Вашингтон. Когато не пише, обича да готви, да поддържа градината и да свири на китара.

## Произведения

### Самостоятелни романи
- Любов, ела при мен, Love Come to Me (1988)
- Give Me Tonight (1989)
- Stranger in My Arms (1998)
- Къде започват мечтите, Where Dreams Begin (2000)
- Suddenly You (2001)

### Серия „Бъркли-Фокнър“ (Berkley-Faulkner)
1. Where Passion Leads (1987)
2. Forever My Love (1988)

### Серия „Валерандс“ (Vallerands)
1. Only in Your Arms (1992) – издадена и като „When Strangers Marry“
2. Only with Your Love (1992)

### Серия „Комарджии“ (Gamblers)
1. Мис Непокорство, Then Came You (1993)
2. Мечтая за теб, Dreaming of You (1994)
3. Against the odds  - новела - (2003) – в „Where's My Hero?“

### Серия „Стокенхърст“ (Stokehursts)
1. Midnight Angel (1995)
2. Prince of Dreams (1995)

### Серия „Капитол Тиатър“ (Capitol Theatre)
1. Ще те открия някой ден, Somewhere I'll Find You (1996)
2. Диви нощи, Because You're Mine (1997)
3. Да го направим, I Will (2001) – в „Wish List“ – награда „РИТА“ за новела

### Серия „Полицаите от Боу Стрийт“ (Bow Street Runners)
1. Някой, който бди над мен, Someone to Watch Over Me (1999)
2. Любовникът на лейди София, Lady Sophia's Lover (2002)
3. На всяка цена, Worth Any Price (2003) – награда „РИТА“ за най-добър исторически романс

### Серия „Сезони на любовта“ (Wallflowers)
- Искам само теб, Again the Magic (2004) – пилотен роман на серията

1. Тайните на една лятна нощ, Secrets of a Summer Night (2004)
2. Есенен парфюм, It Happened One Autumn (2005)
3. Дявол през зимата, The Devil in Winter (2006)
4. Скандал през пролетта, Scandal in Spring (2006)
5. A Wallflower Christmas - новела - (2008)

### Серия „Хатауей“ (Hathaways)
1. Мой до полунощ, Mine Till Midnight (2007)
2. Любов на разсъмване, Seduce Me At Sunrise (2008)
3. Попи, Tempt Me at Twilight (2009)
4. Женени до сутринта, Married By Morning (2010)
5. Любовни писма, Love In The Afternoon (2010)

### Серия „Травис“ (Travis)
1. Захарче, Sugar Daddy (2007)
2. Синеокият дявол, Blue-eyed Devil (2008)
3. Непризнати грехове, Smooth-talking Stranger (2009)
4. Момичето с кафявите очи, Brown-Eyed Girl (2014)

### Серия „Фрайди Харбър“ (Friday Harbor)
1. Вълшебна нощ, Christmas Eve at Friday Harbor (2010) – издадена и като „Christmas With Holly“
2. Магия, Rainshadow Road (2012)
3. Езерото на мечтите, Dream Lake (2012)
4. Кристалният залив, Crystal Cove (2013)
5. Lightning Bay (2014)

### Серия „Рейвънел“ (Ravenels)
1. Изкушение, Cold-Hearted Rake (2015)
2. Докато свят светува, Marrying Winterborne (2016)
3. Дявол през пролетта, Devil in Spring (2017)
4. Здравей, непознат, Hello Stranger (2018)
5. Дъщерята на дявола, Devil’s Daughter: The Ravenels meet the Wallflowers (2019)
6. Преследването на Касандра, Chasing Cassandra (2020)
7. Дявол под прикритие, Devil in Disguise (2021)

### Сборници
- „Surrender“ в Christmas Love Stories (1991) – с Даян Дейвис, Шанън Дрейк и Кей Хупър
- „Promises“ в Three Weddings and a Kiss (1995) – с Катрин Андерсън, Лорета Чейс и Катлийн Удиуиз
- „I Will“ в Wish List (2001) – с Лайза Кач, Клаудия Дейн и Линси Сандс
- „Against the odds“ в Where's My Hero? (2003) – с Кинли Макгрегър и Джулия Куин
- A Historical Christmas Present (2008) – с Лий Грийнууд и Линси Сандс
- A Christmas to Remember (2017) – с Меган Фрамптън, Лорейн Хийт и Вивиън Лорет